# 文武王 (箕子朝鮮)
文武王（ぶんぶおう、または椿、? - 紀元前972年）は、第5代箕子朝鮮王。王在位期間は、紀元前1000年 - 紀元前972年。諡は文武王。諱は椿。王位は太原王（礼）が継承。